# Procambarus clarkii
Procambarus clarkii е вид сладководен рак, с естествено местообитание в Югоизточните Съединени щати. Среща се и на други континенти, но тогава се разглежда като интродуциран вид.

## Физически характеристики
Този вид рак достига на размери от 5,5 до 12 cm  и на тегло до 50 g . Окраската варира, като може да има от червени до велурено кафяви тонове . Средната продължителност на живот е около 5 години, въпреки че са намирани екземпляри в природата на възраст над 6 години.

## Разпространение
Естественият ареал на Procambarus clarkii е в реките на мексиканското и американското крайбрежие на Мексиканския залив, както и вътрешноконтиненталните реки на южен Илинойс и Охайо. Интродуциран е като вид понякога и целенасочено, в страни от Азия, Африка, Европа и Северна и Южна Америка. В Северна Европа, популацията е стабилна и не нараства, докато в Южна Европа видът представлява риск за местните видове ракообразни (Astacus astacus и Austropotamobius spp.), поради бързо размножаване в тяхната екологична ниша. Редица наблюдения показват, че представителите на Procambarus clarkii са в състояние да прекосят километри на сушата, особено в дъждовни сезони, което е и причина за колонизацията на нови територии. В други случаи ракът е пренесен от акваристи или риболовци, като например в щата Вашингтон, където Procambarus clarkii се използва за стръв. Опити са правени за използването на този вид рак като средство за естествена борба с охлюви, преносители на шистозомиаза, като за целта Procambarus clarkii е интродуциран в райони на Кения.

## Местообитание
Procambarus clarkii най-често може да се открие в топли сладководни води, като бавнотечащи реки, мочурища, водни резервоари, напоителни канали и оризища. Счита се за най-високо приспособимият вид в целия разред Decapoda, способен да нараства бързо дори и в области със сезонно присъствие на влага и е способен да толерира суша до няколко месеца. Поняся и солени води, което е необикновено за представителите на сладководните раци.